# Hosts

hosts 파일은 운영 체제가 호스트 이름을 IP 주소에 매핑할 때 사용하는 컴퓨터 파일이다. 이 hosts 파일은 플레인 텍스트 파일이며 전통적으로 hosts라는 이름을 사용한다.

## 파일 내용
이 hosts 파일에는 여러 줄이 올 수 있으며, 이 줄의 첫 문자 필드에는 IP 주소가, 그 다음에는 하나 이상의 호스트 이름이 위치한다. 각 필드는 흰 공백 탭으로 구별되는데, 역사적인 이유로 탭이 선호되지만 공백도 사용된다. 주석 줄을 포함할 수도 있는데 해시 문자(#)를 줄의 처음 위치에 놓으면 된다. 파일 내의 완전히 비어있는 줄들은 무시된다. 이를테면 일반적인 hosts 파일은 다음과 같다:
```
127.0.0.1  localhost loopback
::1        localhost

```

이 예는 오직 시스템과 시스템 호스트 이름의 루프백 주소를 위한 엔트리만 포함하고 있으며, 이것이 일반적인 기본 hosts 파일의 내용이다. 이 예는 IP 주소가 여러 개의 호스트 이름을 가질 수 있음을 나타내며(localhost, loopback) 호스트 이름은 IPv4와 IPv6 주소에 매핑할 수 있다.

## 파일 시스템에서의 위치
파일 시스템 계층에서의 hosts 파일의 위치는 운영 체제에 따라 다양하다. 파일 이름은 일반적으로 확장자가 없는 hosts로 되어 있다.
| 운영 체제                  | 버전                                                | 위치                                                     |
| -------------------------- | --------------------------------------------------- | -------------------------------------------------------- |
| 유닉스, 유닉스 계열, POSIX |                                                     | /etc/hosts                                               |
| 마이크로소프트 윈도우      | 3.1                                                 | %WinDir%\HOSTS                                           |
| 마이크로소프트 윈도우      | 95, 98, ME                                          | %WinDir%\hosts                                           |
| 마이크로소프트 윈도우      | NT, 2000, XP, 2003, 비스타, 2008, 7, 2012, 8, 10 11 | %SystemRoot%\System32\drivers\etc\hosts                  |
| 윈도우 모바일, 윈도우 폰   |                                                     | HKEY_LOCAL_MACHINE\Comm\Tcpip\Hosts 아래의 레지스트리 키 |
| 애플 매킨토시              | 9 이상                                              | 환경설정 또는 시스템 폴더                                |
| 애플 매킨토시              | 맥 OS X 10.0 – 10.1.5                               | (NetInfo나 niload를 통해 추가)                           |
| 애플 매킨토시              | 맥 OS X 10.2 이상                                   | /etc/hosts (/private/etc/hosts의 심볼릭 링크)            |
| 노벨 넷웨어                |                                                     | SYS:etc\hosts                                            |
| OS/2 & eComStation         |                                                     | "시동 드라이브":\mptn\etc\                               |
| 심비안                     | 심비안 OS 6.1–9.0                                   | C:\system\data\hosts                                     |
| 심비안                     | 심비안 OS 9.1+                                      | C:\private\10000882\hosts                                |
| MorphOS                    | 넷스택                                              | ENVARC:sys/net/hosts                                     |
| 아미가OS                   | 4                                                   | DEVS:Internet/hosts                                      |
| AROS                       |                                                     | ENVARC:AROSTCP/db/hosts                                  |
| 안드로이드                 |                                                     | /etc/hosts (/system/etc/hosts의 심볼릭 링크)             |
| iOS                        | iOS 2.0 이상                                        | /etc/hosts (/private/etc/hosts의 심볼릭 링크)            |
| TOPS-20                    |                                                     | <SYSTEM>HOSTS.TXT                                        |
| 플랜 9                     |                                                     | /lib/ndb/hosts                                           |
| BeOS                       |                                                     | /boot/beos/etc/hosts                                     |
| 하이쿠                     |                                                     | /boot/common/settings/network/hosts                      |
| OpenVMS                    | UCX                                                 | UCX$HOST                                                 |
| OpenVMS                    | TCPware                                             | TCPIP$HOST                                               |
| RISC OS                    |                                                     | !Boot.Resources.!Internet.files.Hosts                    |
| RISC OS                    | 나중에 나온 시동 시퀀스                             | !Boot.Choices.Hardware.Disabled.Internet.Files.Hosts     |

## 보안 문제
hosts 파일은 악성 소프트웨어의 공격 벡터로 악용될 수 있다. 이 파일은 이를테면 애드웨어나 컴퓨터 바이러스, 트로이 목마 소프트웨어를 통해 수정됨으로써 의도한 곳으로 가야할 트래픽을 원치 않거나 악의적인 콘텐츠를 호스팅하는 사이트로 우회시킬 수 있다. 이 점을 이용해 웹 사이트의 광고를 차단할 수 있다. 광고 사이트를 127.0.0.1로 보내 버리는 식이다.